# Giải thưởng âm nhạc Shortlist
Giải thưởng âm nhạc Shortlist (tên gốc: Shortlist Music Prize; cách điệu thành (shôrt–lĭst)), là một giải thưởng âm nhạc thường niên dành cho album xuất sắc nhất phát hành tại Hoa Kỳ với doanh số chưa tới 500.000 bản, tính tới thời điểm đề cử. Chương trình do hai nhà chỉ đạo của ngành công nghiệp âm nhạc, Greg Spotts và Tom Serig, sáng lập một cách luân phiên với giải Grammy. Giải thưởng được trao tặng lần đầu bằng tiền mặt, dưới tên gọi Giải thưởng Shortlist cho Thành tựu nghệ thuật âm nhạc. Một ban giám khảo ("Listmakers") gồm các thành viên là những người làm việc trong ngành công nghiệp giải trí và nhà báo chọn ra người thắng giải. Hơn 50 album hay nhất trong 12 tháng được lựa chọn vào danh sách Shortlist, từ đó chọn ra người chiến thắng. Kể từ năm 2003, một bức tượng vàng mang tên "The Shorty" được trao cùng với một phần tiền mặt. Năm 2005, chương trình đổi tên thành New Pantheon vì xung đột giữa những nhà sáng lập. Chưa có đề cử hay người chiến thắng nào được công bố kể từ mùa giải 2007.
Dựa trên giải Mercury của Anh, Giải thưởng âm nhạc Shortlist dùng để vinh danh "những album mạo hiểm và sáng tạo nhất năm ở tất cả thể loại âm nhạc". Cuối năm 2001, ban nhạc post-rock người Iceland Sigur Rós trở thành những người chiến thắng đầu tiên tại lễ trao giải diễn ra ở Knitting Factory Hollywood. Chuỗi cửa hàng bán lẻ Virgin Megastores là nhà tài trợ cho giải thưởng trong năm đầu tiên. Định dạng của chương trình tiếp tục giữ nguyên trong những năm kế tiếp nhưng các buổi lễ lại diễn ra tại những nhà hát khác nhau. Tower Records mở một cửa hàng trực tuyến dành riêng cho giải thưởng, bao gồm CD nghe thử của mỗi nghệ sĩ đề cử. Đa số người thắng cử là những ca sĩ kiêm sáng tác nhạc: nhạc sĩ người Iceland Damien Rice giành giải năm 2003, nhạc sĩ người Mỹ Sufjan Stevens và Cat Power lần lượt đoạt giải năm 2005 và 2006 và nhạc sĩ người Canada Feist đoạt giải năm 2007. 3 album chiến thắng hợp lệ trong thời gian đề cử—In Search of... của N.E.R.D, O của Rice và The Reminder của Feist—sau đó bán hơn 500.000 bản ở Mỹ và đoạt chứng nhận đĩa Vàng. N.E.R.D đạt thành tích này giữa thời gian đề cử và lễ trao giải.
Giải thưởng âm nhạc Shortlist nhanh chóng trở thành một sự kiện đáng giá và được mong đợi. Giải tập trung vào dòng nhạc độc lập và nghệ thuật, đối lập với sự cạnh tranh của những hãng thu âm lớn hay vị trí xếp hạng của giải Grammy. Lễ trao giải năm 2003 và 2004 được thu lại và phát sóng trên MTV2. Năm 2005, Sarig đổi tên chương trình thành New Pantheon sau khi nhà đồng sáng lập Spotts từ bỏ dự án. Lễ trao giải năm 2005 bị dời lịch từ cuối năm đó cho đến tháng 3 năm 2006 nhằm mục đích tổ chức sao cho trùng khớp với giải Grammy; buổi lễ sau cùng bị hủy vì "nhiều lý do hậu cần" và người chiến thắng là Stevens được trao giải một cách không chính thức. Sau khi đứng trước nguy cơ bị truy tố do tiếp tục trao giải dưới cái tên New Pantheon, Spotts trở lại, mua lại cả hai thương hiệu rồi sáp nhập dưới cái tên Giải thưởng âm nhạc Shortlist. Giải thưởng tiếp tục được tổ chức cho đến khi công bố người chiến thắng cuối cùng vào năm 2007.

## Danh sách

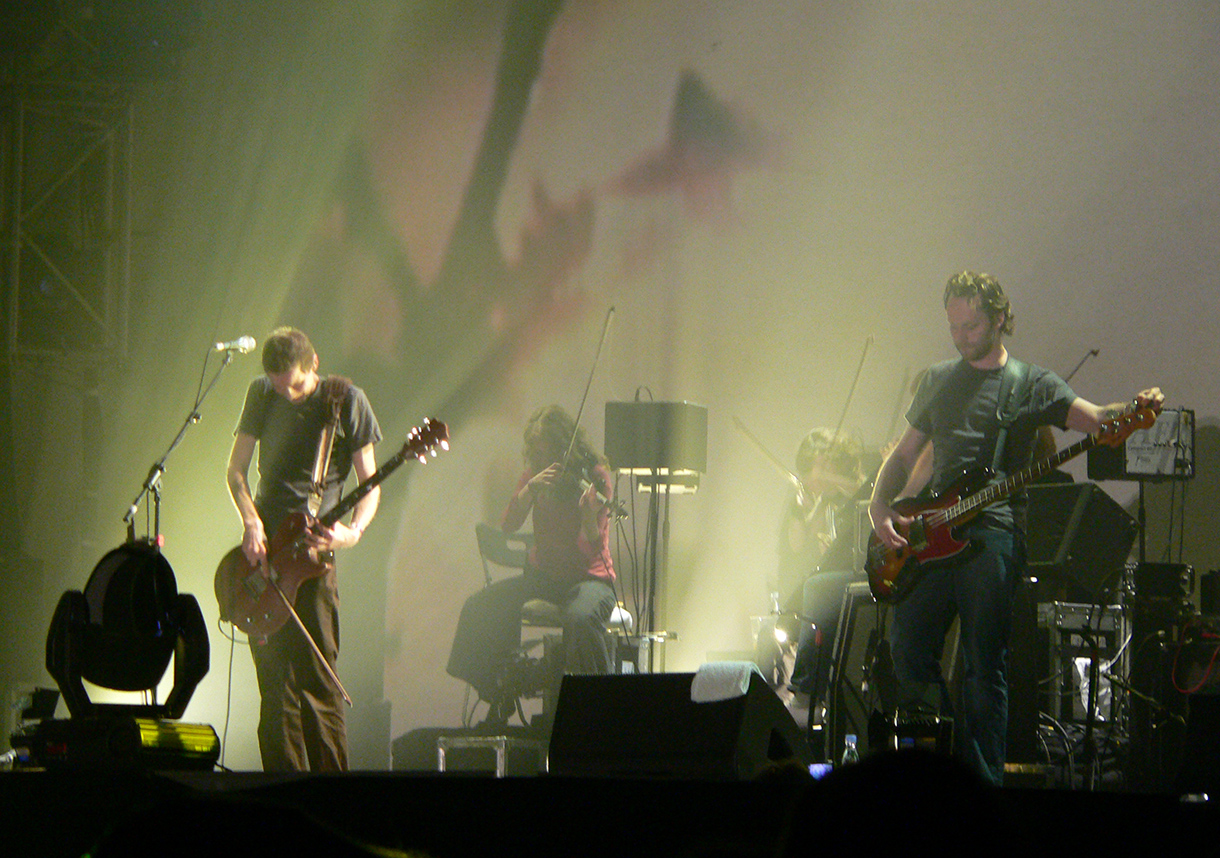
Sigur Rós, chủ nhân giải thưởng năm 2001

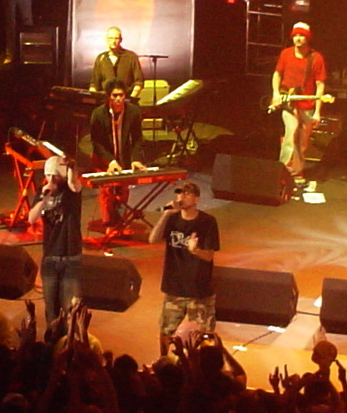
N.E.R.D thắng giải năm 2002

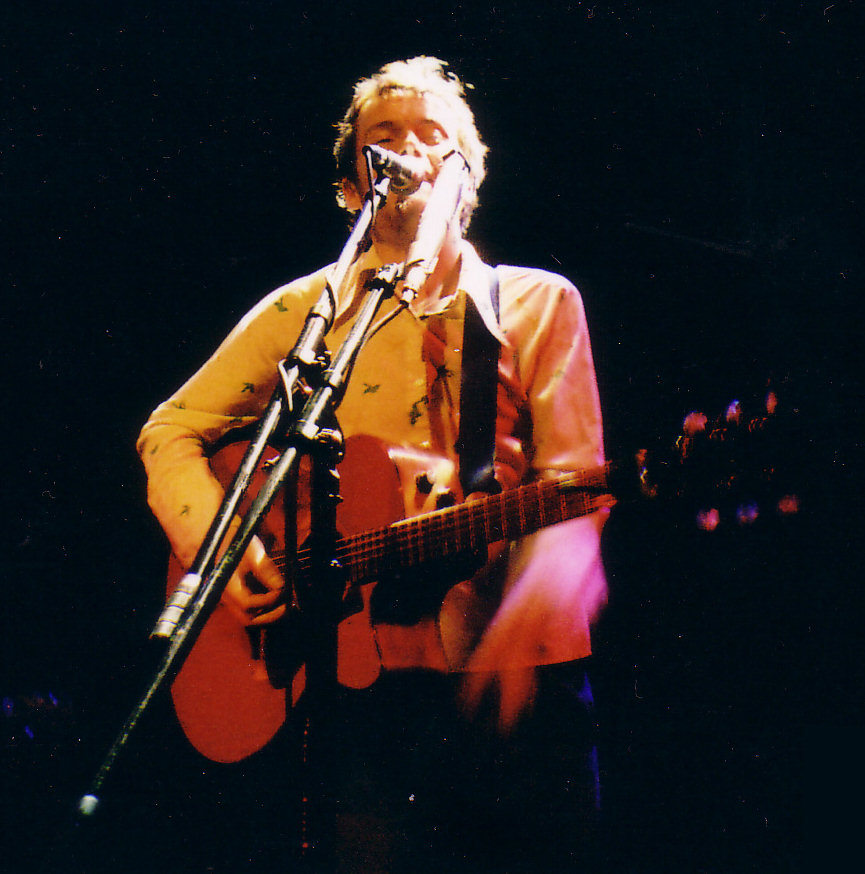
Damien Rice, chủ nhân giải thưởng năm 2003

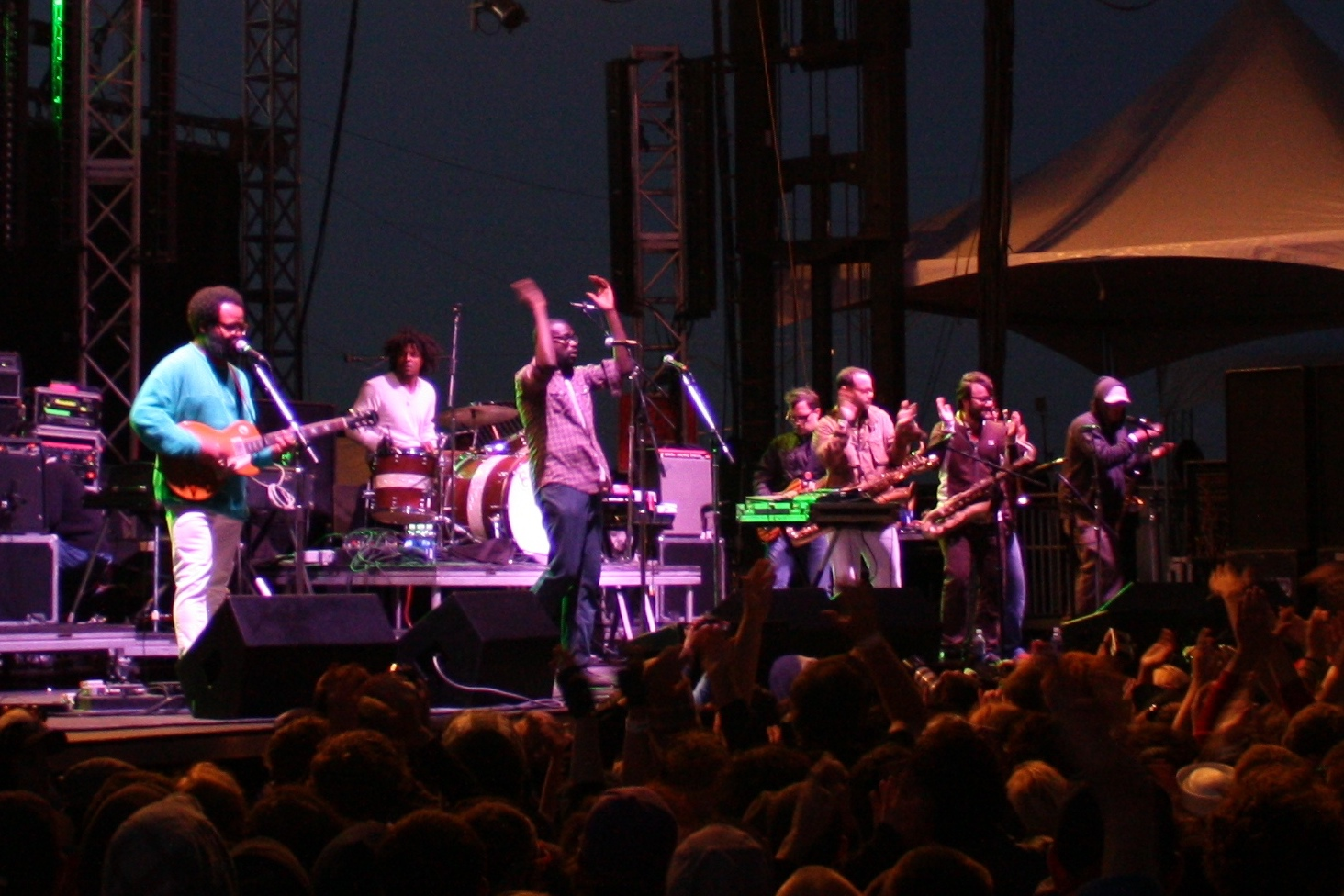
TV on the Radio đoạt giải năm 2004

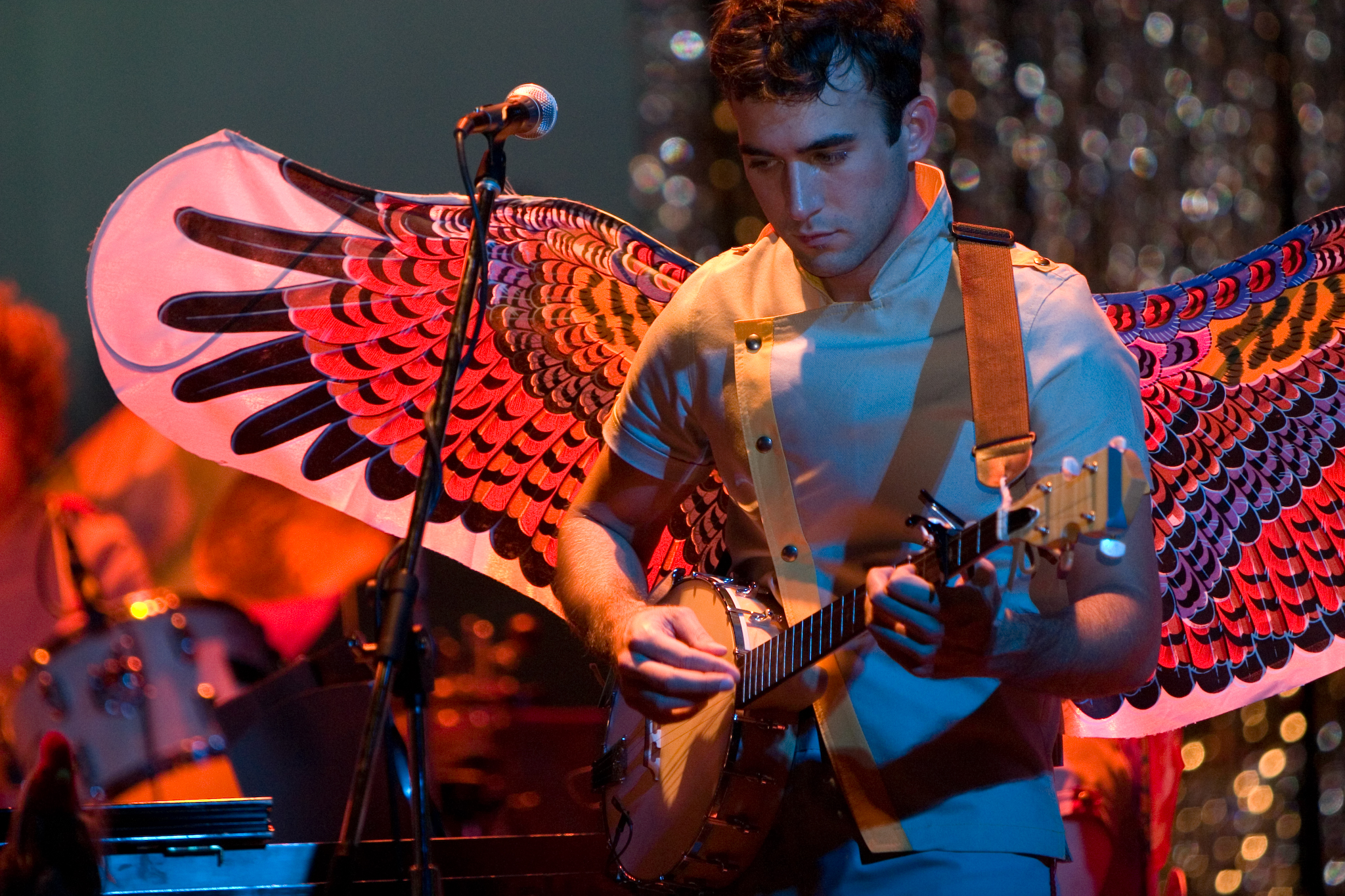
Sufjan Stevens thắng giải năm 2005

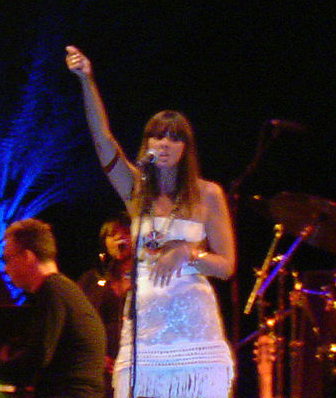
Cat Power, chủ nhân giải thưởng năm 2006

| Năm  | Người đoạt giải | Album đoạt giải                      | Danh sách đề cử | Chú thích    |
| ---- | --------------- | ------------------------------------ | --- | ------------ |
| 2001 | Sigur Rós       | Ágætis byrjun                        | - Ryan Adams – Heartbreaker - Bilal – 1st Born Second - Nikka Costa – Everybody Got Their Something - The Dandy Warhols – Thirteen Tales from Urban Bohemia - Gorillaz – Gorillaz - PJ Harvey – Stories from the City, Stories from the Sea - Jay Dee – Welcome 2 Detroit - Talib Kweli & Hi Tek – Reflection Eternal                           | [ 2 ] [ 5 ]  |
| 2002 | N.E.R.D         | In Search of...                      | - Aphex Twin – Drukqs - The Avalanches – Since I Left You - Björk – Vespertine - Cee-Lo – Cee-Lo Green and His Perfect Imperfections - DJ Shadow – The Private Press - Doves – The Last Broadcast - The Flaming Lips – Yoshimi Battles the Pink Robots - The Hives – Veni Vidi Vicious - Zero 7 – Simple Things                                 | [ 5 ] [ 11 ] |
| 2003 | Damien Rice     | O                                    | - The Black Keys – Thickfreakness - Bright Eyes – Lifted or The Story Is in the Soil, Keep Your Ear to the Ground - Cat Power – You Are Free - Cody ChesnuTT – The Headphone Masterpiece - Floetry – Floetic - Interpol – Turn On the Bright Lights - Sigur Rós – () - The Streets – Original Pirate Material - Yeah Yeah Yeahs – Fever to Tell | [ 3 ] [ 5 ]  |
| 2004 | TV on the Radio | Desperate Youth, Blood Thirsty Babes | - Air – Talkie Walkie - Dizzee Rascal – Boy in da Corner - Franz Ferdinand – Franz Ferdinand - Ghostface Killah – The Pretty Toney Album - The Killers – Hot Fuss - Loretta Lynn – Van Lear Rose - Nellie McKay – Get Away from Me - The Streets – A Grand Don't Come for Free - Wilco – A Ghost Is Born                                        | [ 5 ] [ 6 ]  |
| 2005 | Sufjan Stevens  | Illinois                             | - Animal Collective – Feels - Antony and the Johnsons – I Am a Bird Now - Fiona Apple – Extraordinary Machine - Arcade Fire – Funeral - Bloc Party – Silent Alarm - Death Cab for Cutie – Plans - The Decemberists – Picaresque - Kings of Leon – Aha Shake Heartbreak - M.I.A. – Arular                                                        | [ 4 ] [ 5 ]  |
| 2006 | Cat Power       | The Greatest                         | - Band of Horses – Everything All the Time - Beirut – Gulag Orkestar - Bonnie 'Prince' Billy – The Letting Go - Girl Talk – Night Ripper - Hot Chip – The Warning - Joanna Newsom – Ys - Regina Spektor – Begin to Hope - Spank Rock – YoYoYoYoYo - Tom Waits – Orphans: Brawlers, Bawlers and Bastards                                         | [ 5 ] [ 8 ]  |
| 2007 | Feist           | The Reminder                         | - Arcade Fire – Neon Bible - Burial – Untrue - Justice – † - LCD Soundsystem – Sound of Silver - M.I.A. – Kala - Spoon – Ga Ga Ga Ga Ga - Robert Pollard – Standard Gargoyle Decisions - Stars – In Our Bedroom After the War - Wilco – Sky Blue Sky - Working for a Nuclear Free City – Businessmen & Ghosts                                   | [ 5 ] [ 9 ]  |